# Ellipsoidische Koordinaten
Ellipsoidische Koordinaten sind sphäroidische Koordinaten (d. h. Koordinaten auf einem Rotationsellipsoid), die analog zu den geografischen Koordinaten auf der Erdoberfläche definiert sind. Sie können sich auf zwei Arten von Ellipsoiden beziehen:
- auf ein abgeplattetes Ellipsoid, dessen Form die meisten größeren Himmelskörper besitzen, oder
- auf ein verlängertes Ellipsoid, das eher theoretische Bedeutung hat, aber ebenfalls ein Modell für Gleichgewichtsfiguren sein kann.

Wichtig ist die Definition präziser Ellipsoidkoordinaten vor allem für die Erde, wo sie heute bereits auf Zentimeter messbar sind, und (weniger genau) für die Beobachtung der nahen Planeten.
Sonne und Mond hingegen sind fast kugelförmig, was komplizierte ellipsoidische Berechnungen für diese beiden Himmelskörper erübrigt.

## Ellipsoidische Koordinaten in der Geodäsie

Ellipsoidische Breite B

- Die ellipsoidische Breite eines Punktes auf der Oberfläche eines Rotationsellipsoids ist der Winkel, den seine Ellipsoidnormale mit der Äquatorebene des Rotationskörpers einschließt.
- Die ellipsoidische Länge ist der in der Rotationsachse des Ellipsoids gezählte Winkel zwischen der Meridianebene des Punktes und der Meridianebene eines Bezugspunktes. Sie bedarf also der Definition eines Nullmeridians.

In der Geodäsie – d. h. bezogen auf ein Referenz- oder mittleres Erdellipsoid – werden die zwei ellipsoidischen Koordinaten auch geodätische Breite und geodätische Länge genannt. Sie können auch als die Komponenten des Richtungsvektors der ellipsoidischen Normalen aufgefasst werden und sind eine wichtige Rechengröße in der Erdmessung, der Landesvermessung und der Kartografie.
Die rein geometrisch definierten Ellipsoidkoordinaten dürfen nicht mit den Vektorkomponenten der Lotrichtung verwechselt werden. Diese wird durch die Massenverteilung des Körpers bestimmt und ist daher physikalischer Natur. Auf der Erde werden ihre Komponenten in einem Messpunkt als astronomische Breite und astronomische Länge bezeichnet. Ihr Unterschied zu den ellipsoidischen Koordinaten des Messpunkts ist die Lotabweichung.

## Ellipsoidische Koordinaten auf Planeten
Auch auf den Planeten des Sonnensystems werden Positionen teilweise in Ellipsoidkoordinaten angegeben, wenn die Abweichung von der Kugelform mehr als einige Promille beträgt. In diesem Fall wird ein Rotationsellipsoid (oder in wenigen Fällen auch ein dreiachsiges Ellipsoid) an die Form des Himmelskörpers angepasst, auf das dann die Breiten und Längen bezogen werden.
Die stärkste Abplattung im Sonnensystem haben die großen Gasplaneten Jupiter und Saturn (1:16 bzw. 1:10), gefolgt von den Eisriesen Uranus und Neptun (2–3 %) sowie dem Mars (3-achsig). Für die Saturn-Koordinaten und die seiner äußeren Nachbarn Uranus und Jupiter ist noch kein spezieller Terminus gebräuchlich, weil die Oberflächen nur wenig Details zeigen, wohl hingegen für die zwei näheren Planeten:
- areografische Koordinaten auf dem Mars
- iovigrafische Koordinaten auf dem Jupiter.

Während die Breite durch die Rotation des Planeten (bzw. seine Äquatorebene) definiert wird, ist für die ellipsoidische Länge der jeweilige Nullmeridian willkürlich zu wählen. Am Mars wurde er durch eine markante dunkle Linienstruktur im Norden der Ebene Meridiani Sinus gelegt. Am Jupiter bestand sogar die Notwendigkeit zweier Längensysteme I und II, weil die wolkigen Äquatorstreifen um etwa 5,2 Minuten unterschiedlich rotieren.
Auf der Sonne und auf dem Erdmond hingegen genüg(t)en Kugelkoordinaten, weil eine Abplattung messtechnisch kaum nachweisbar ist:
- heliografische Koordinaten auf der Sonne
- selenografische Koordinaten auf dem Mond.

Wieweit die Exzentrizität des Mondschwerpunkts (um knapp 2 km in Richtung Erde) in die Koordinaten eingeht, wird nicht einheitlich gehandhabt.